# Frie Nouwens
Frie Nouwens (11 maart 1945) is een Nederlands voormalig profvoetballer. Hij speelde in 1967 met NAC twee wedstrijden in de Europa Cup II tegen Cardiff City (1–1 en 4–1 verlies), waarbij hij in Wales het enige Bredase doelpunt maakte.
Nouwens speelde na zijn tijd bij Willem II en NAC ook voor het Brabantse RBC, dat destijds teruggezet was naar de amateurs.

## Carrièrestatistieken
| Seizoen         | Club            | Land            | Competitie      | Competitie | Competitie | Beker | Beker | Internationaal | Internationaal | Overig | Overig | Totaal | Totaal |
| Seizoen         | Club            | Land            | Competitie      | Wed.       | Dlp.       | Wed.  | Dlp.  | Wed.           | Dlp.           | Wed.   | Dlp.   | Wed.   | Dlp.   |
| --------------- | --------------- | --------------- | --------------- | ---------- | ---------- | ----- | ----- | -------------- | -------------- | ------ | ------ | ------ | ------ |
| 1963/64         | Willem II       | Nederland       | Eerste divisie  | –          | –          | –     | 0     | 0              | 0              | 0      | 0      | –      | –      |
| 1964/65         | Willem II       | Nederland       | Eerste divisie  | –          | –          | –     | 0     | 0              | 0              | 0      | 0      | –      | –      |
| 1965/66         | Willem II       | Nederland       | Eredivisie      | –          | –          | –     | 1     | 0              | 0              | 0      | 0      | –      | –      |
| 1966/67         | Willem II       | Nederland       | Eredivisie      | –          | –          | –     | 0     | 0              | 0              | 0      | 0      | –      | –      |
| 1967/68         | NAC             | Nederland       | Eredivisie      | –          | –          | –     | 0     | 3              | 1              | 0      | 0      | –      | –      |
| 1968/69         | NAC             | Nederland       | Eredivisie      | –          | –          | –     | 0     | 0              | 0              | 0      | 0      | –      | –      |
| 1969/70         | RBC             | Nederland       | Tweede divisie  | –          | 4          | –     | 2     | 0              | 0              | 0      | 0      | –      | 6      |
| 1970/71         | RBC             | Nederland       | Tweede divisie  | –          | 2          | –     | 0     | 0              | 0              | 0      | 0      | –      | –      |
| Carrière totaal | Carrière totaal | Carrière totaal | Carrière totaal | –          | –          | –     | 3     | 3              | 1              | 0      | 0      | –      | –      |

## Erelijst
Willem II
| Nationaal      |    |         |
| Eerste divisie | 1x | 1964/65 |